# DiDiモビリティジャパン

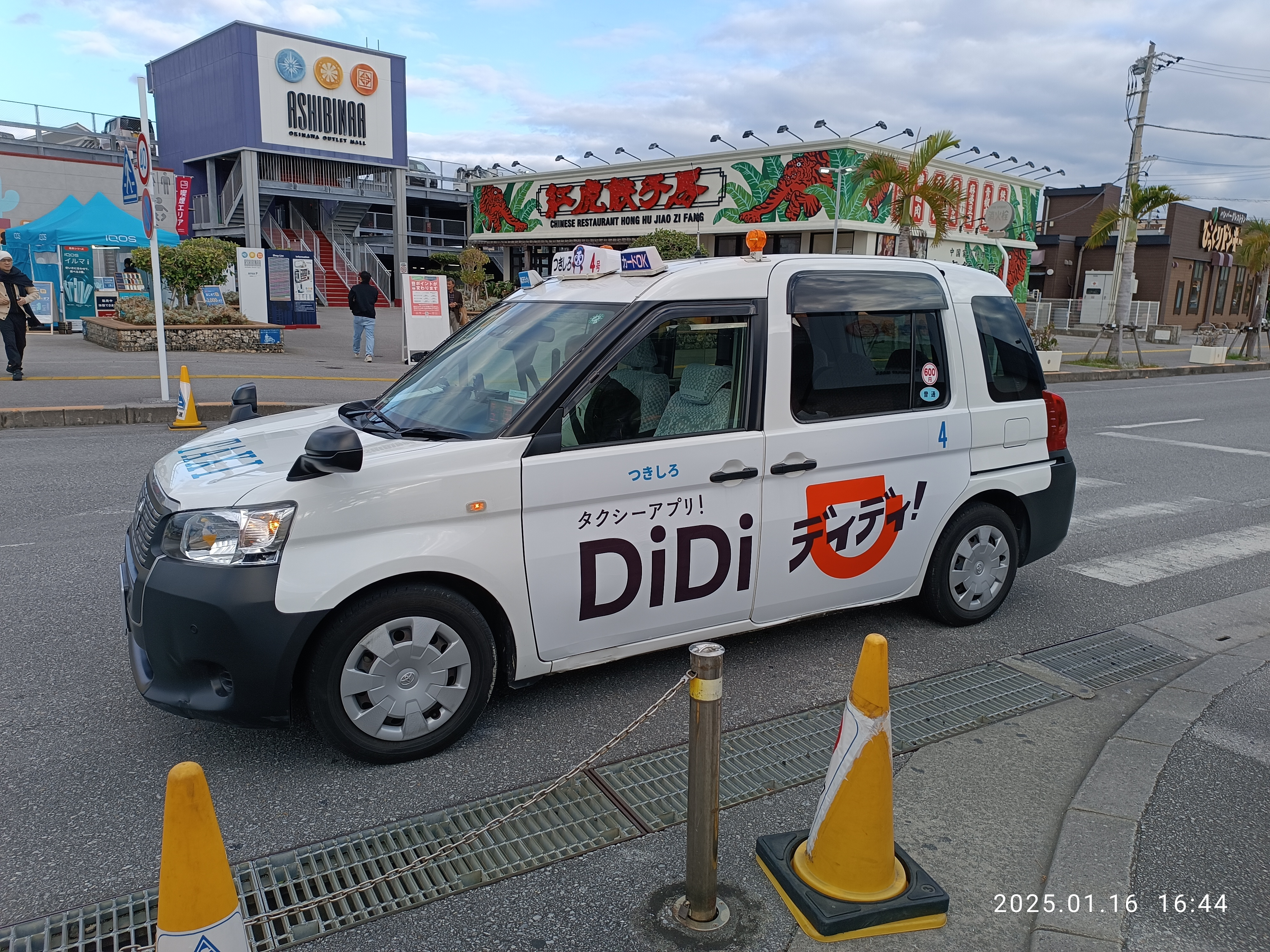
沖縄アウトレットモール・あしびなー（豊見城市）前で停車しているタクシー

DiDiモビリティジャパン株式会社（英: DiDi Mobility Japan Corp.）は、東京都港区に本社を置く、タクシー配車サービスを提供する中国の滴滴出行（DiDi）とソフトバンクの合弁会社。サービス開始から1年間で12都市でサービスを行っておりタクシーのパートナー企業は310社に増加した。2019年度中にサービス展開を20都市に増やす予定。

## 事前確定運賃
2019年10月25日に国土交通省が事前確定運賃を認可した。事前確定運賃とは配車アプリ等で入力された乗降車地の地図上の走行距離と推計所要時間等を踏まえてタクシー運賃を事前に算出する仕組みである。これにより「渋滞や回り道等により運賃が高くなるかもしれない」「到着するまでメーターが気になる」というタクシー運賃に関する不安がなくなり、タクシーが利用しやすくなる。訪日外国人にとっても、事前に運賃を確定させて予約ができるようになり、タクシーを利用して円滑かつ安心な旅行ができるようになる。と説明されている。これを受けDiDiは12月より青森、新潟で事前確定運賃制度を導入した。今後は2020年1月に大阪、2月以降に京都、兵庫、静岡で導入を予定している。

## 沿革
- 2017年12月11日 - みなとA株式会社として設立
- 2018年4月24日 - ルノー・日産自動車・三菱自動車がDiDi Auto Allianceに参加[7]
- 2018年5月10日 - DiDiモビリティジャパン株式会社に商号変更
- 2018年6月21日 - 東京都知事登録旅行業第2-7593号取得
- 2018年6月28日 - DiDiモビリティジャパン株式会社設立
- 2018年9月10日 - 滴滴出行と第一交通産業が提携。大阪府内でタクシー600台の配車サービスを始める予定と報じられた[8]

2018年9月27日に大阪府でサービス開始し、以後2019年に入り、次々とエリアを拡大していった。
- 4月24日 - 東京都と京都府[10]
- 5月29日 - 兵庫県[11]
- 6月21日 - 北海道[12]
- 6月27日 - 福岡県[13]
- 7月24日 - 広島県[14]
- 7月29日 - 青森県[15]
- 7月31日 - 愛知県[16]
- 8月20日 - 沖縄県[17]
- 9月2日 - 山口県[18]
- 9月12日 - 宮城県[19]
- 10月9日 - 新潟県[20]
- 10月23日 - 千葉県、埼玉県および東京都多摩エリア[21]
- 10月31日 - 大分県[22]
- 11月13日 - 群馬県[23]
- 11月28日 - 秋田県[24]
- 12月5日 - 静岡県[25]
- 12月6日 - 滋賀県[26]
- 12月11日 - 長崎県[27]
- 1月15日 - 和歌山県[28]
- 2020年1月20日 - 宮崎県[29]
- 2月20日 - 石川県[30]
- 2月27日 - 神奈川県[31]

事前確定運賃は、2019年12月19日に青森県、新潟県で、2020年2月18日に静岡県で導入している。
2019年にはそのほか、
- 8月8日 - 東京エリアで予約配車機能提供開始[33]
- 8月13日 - 「DiDiポイントプログラム」提供開始[34]
- 11月22日 - ハイヤーを活用した配車サービス「DiDiプレミアム」の実証実験を東京都内の一部で実施[35]

## サービス
「DiDi」は、タクシー配車アプリの「DiDi Taxi」、ヒッチハイクアプリの「DiDi Hitch」、自転車シェアアプリの「DiDi Bike-Sharing」など、世界中で幅広い交通手段を提供する、世界最大級の交通プラットフォーム。
このうち、「DiDi Taxi」が開始されている。
1. 利用者はスマートフォンの配車アプリ「DiDi（ディディ）」に行き先と乗車地点を入力することで、タクシーを呼び出す。訪日中国人は中国で使っているアプリで最寄りのタクシーを呼べる[8]。
2. アプリには、呼んだ車の特徴やナンバーが表示され、接近情報も確認できる。
3. 注文確定時に支払い方法を選び、到着後、車内決済（タクシー車内、各タクシー会社の決済方法に準じ支払う）かアプリ決済（アプリに事前登録されたクレジットカード、デビットカード、PayPayで支払う）により決済を行う。

タクシーには配車アプリ「DiDiドライバー」が搭載されている。
- 2019年9月25日からゼンリンデータコムが提供する高機能ナビゲーションアプリ「Z-NAV（ゼットナブ）」提供[38][39]
- 同年11月6日に過去のデータを元にしたAIによる需要予測「DiDiヒートマップ」提供[40]